# فيكتور يونغ
فيكتور يونغ (بالإنجليزية: Victor Young)‏ ممثل وملحن وقائد أركسترا أمريكي، ولد في 8 أغسطس 1899 بشيكاغو (الولايات المتحدة) وتوفي في 10 نوفمبر 1956 ببالم سبرينغس (الولايات المتحدة).

## حياته وأعماله
بدأ فيكتور يونغ مهنته كعازف كمان في حفلات، عام 1932 لاقت أغنية «ليس لي حظ معك» والذي كتبها مع نيد واشنطن وبينغ كروسبي نجاحا كبيرا، في منتصف الثلاثينات استقر يونغ في هوليوود وأصبح هناك من أشهر وأنجح ملحني موسيقى الأفلام، رشح يونغ حوالي 22 مرة لجائزة الأوسكار.
توفي فيكتور يونغ في 10 نوفمبر 1956 عن عمر 56 إثر إصابته بجلطة دماغية.

## روابط خارجية
- فيكتور يونغ على موقع IMDb (الإنجليزية)
- فيكتور يونغ على موقع الموسوعة البريطانية (الإنجليزية)
- فيكتور يونغ على موقع ألو سيني (الفرنسية)
- فيكتور يونغ على موقع ميوزك برينز (الإنجليزية)
- فيكتور يونغ على موقع تيرنر كلاسيك موفيز (الإنجليزية)
- فيكتور يونغ على موقع قاعدة بيانات برودواي على الإنترنت (الإنجليزية)
- فيكتور يونغ على موقع قاعدة بيانات الأفلام السويدية (السويدية)
- فيكتور يونغ على موقع أول ميوزيك (الإنجليزية)
- فيكتور يونغ على موقع ديسكوغز (الإنجليزية)
- فيكتور يونغ على موقع قاعدة بيانات الفيلم (الإنجليزية)